# Drawa (Bartoszyce)
Pour les articles homonymes, voir Drawa.
Drawa est un village polonais de la voïvodie de Varmie-Mazurie, dans le powiat de Bartoszyce.

## Histoire
Jusqu'en 1945, le village (en allemand Gross Sonnenburg) fait partie de l'arrondissement de Bartenstein dans le district de Königsberg au sein de la province de Prusse-Orientale.

## Personnalités liées
- Włodzimierz Mokry (né en 1949), linguiste, philologue et militant politique polonais